# Batalla del río Ulai
La Batalla del Río Ulai, llamada en los tiempos modernos 'Batalla de la Kerkha o del Río Karkheh, y también conocida como la Batalla de Til-Tuba, en c. 653 a.C., fue una batalla entre los invasores  asirios, bajo su rey Asurbanipal, y el reino de Elam, que era un aliado de Babilonia. El resultado fue una decisiva victoria asiria. Teumman el rey de Elam y su hijo Tammaritu murieron en la batalla.

## Antecedentes
Bajo el reinado de Tiglath-Pileser III (744-27 a. C.) a través de Ashur-uballit II (611 a. C.) Asiria lideró varias campañas en todo el mundo conocido. Sin embargo, Asiria luchó por mantener el control sobre su vecina más cercana Babilonia. En una rebelión contra uno de los gobiernos de Senaquerib (704-681) en Babilonia, Caldea y Mushezib-Marduk tomaron el trono y formaron una coalición que incluía a caldeos, arameos, elamitas y babilonios y fueron a la batalla en 691 cerca de la ciudad de Halule. La coalición fue derrotada y Senaquerib comenzó una campaña de 15 meses contra Babilonia, saqueando palacios y quemando templos. El hijo de Senaquerib, Esarhaddon  (681 a. C.-669 a. C.) intentó reconstruir Babilonia y establecerse como rey. Sus sucesores Asurbanipal (668-27) tomaron el trono en Nínive mientras Shamash-shum-ukin reclamaban el reinado en Babilonia y continuaban reconstruyéndola. Aunque Babilonia era técnicamente independiente de Asiria, la correspondencia entre los dos hermanos sugiere que Asurbanipal veía a Babilonia como un estado vasallo y ejercía control sobre ella. Shamash-Shuma-Ukin comenzó a buscar una oportunidad para rebelarse. 
Unos años antes, Teumman (o Te'uman, 664-653 a. C.), un conocido enemigo de Asiria, había usurpado el trono elamita, obligando a los hijos de Urtaki a huir a Nínive, la capital asiria. Teumman exigió que fueran extraditados, pero Ashurbanipal se negó. Teumman comenzó una campaña contra Na'id Marduk, el gobernante títere de Asiria en la Tierra de los Sellos, alrededor del 675 a. C. Después de expulsar las influencias asirias, Teumman colocó a Nabo-usalim en el trono en Ur.

## Batalla y secuelas

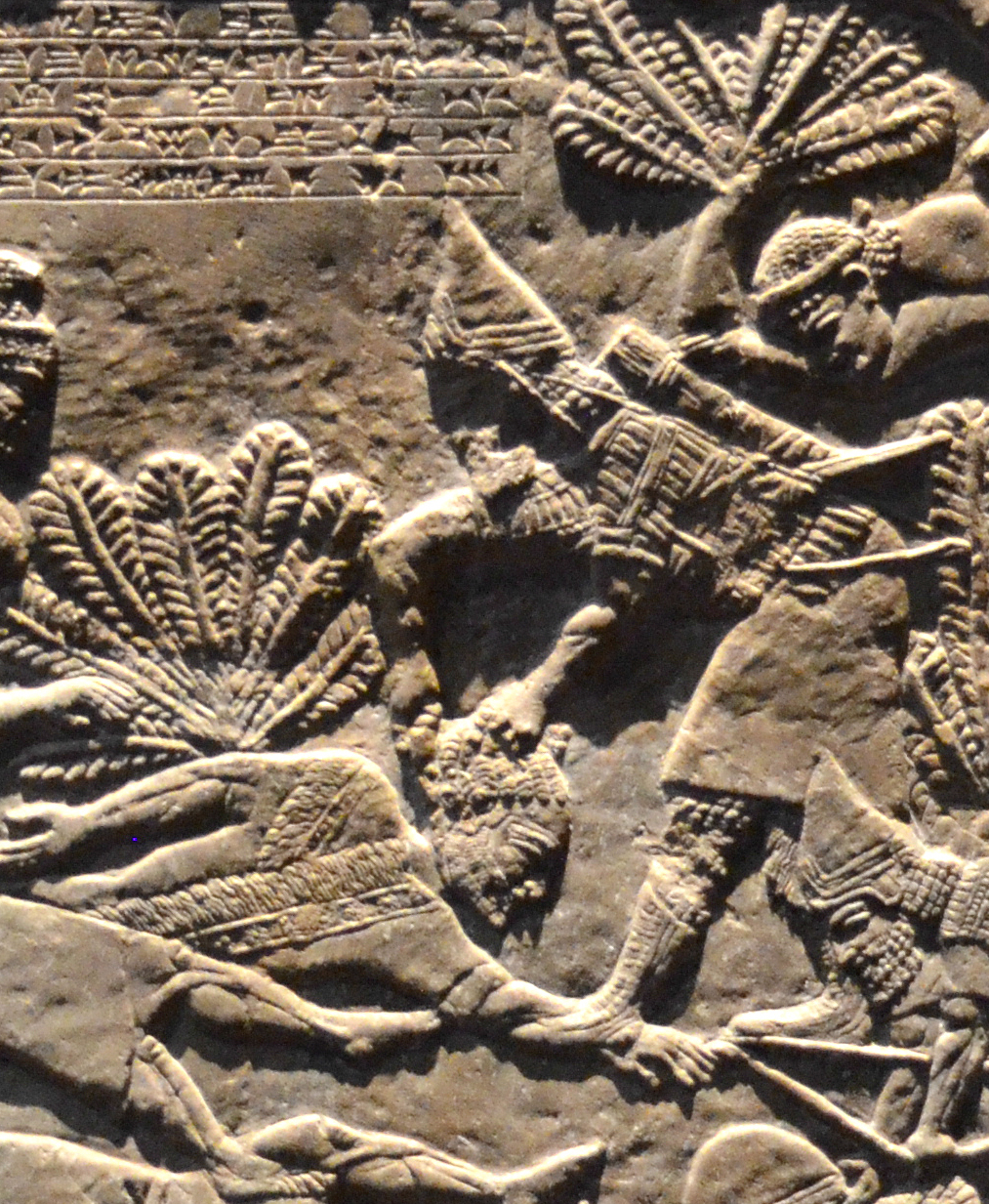
La decapitación del rey Teumman de Elam.

Teumman, Nabo-Usallim y Shamash-shum-ukin formaron una coalición y marcharon contra Assurbanipal y se reunieron con sus fuerzas en las orillas del río Ulai (de ahí el nombre de "Batalla del río Ulai") donde fueron derrotados. Teumman murió en la batalla y su cabeza fue llevada a Nínive y puesta en exhibición en la corte de Asurbanipal. Asurbanipal comenzó una campaña de 4 años contra Babilonia y colocó a Kandalanu en el trono para reemplazar a su hermano. Susa la capital de Elam fue saqueada en el 647 a. C. y Elam nunca recuperó su poder hasta que los persas la conquistaron un siglo después.

### Tallas en relieve
La Batalla de Ulai es bien conocida por las tallas en relieve encontradas en el palacio de Asurbanipal en Nínive. Estas caóticas imágenes retratan la tortura y la muerte de incontables soldados enemigos. La cabeza cortada de Teumman se puede encontrar en casi todos los paneles, incluyendo el que representa el banquete de la victoria del rey. Esto es consistente con la propaganda asiria "que insta a los espectadores a ser temerosos y atemorizados por el poder asirio".